# Либија на Светском првенству у атлетици у дворани 2004.
Либија је учествовала на 10. Светском првенству 2004. одржаном у Будимпешти од 5. до 7. марта.
У њеном првом учешћу на светским првенствима у дворани Либију је представљао један атлетичар, који се такмичио  у трци на 800 метара.
Такмичар Либије није освојио ниједну медаљу, а истрчао је најбољи лични резултат сезоне.

## Учесници
Мушкарци:
- Абубакер Ел Гатрони — 800 м

### Мушкарци
| Атлетичар           | Дисциплина | Лични рекорд | Квалификације | Квалификације | Полуфинале           | Полуфинале           | Финале               | Финале       | Детаљи |
| Атлетичар           | Дисциплина | Лични рекорд | Резултат      | Место         | Резултат             | Место                | Резултат             | Место        | Детаљи |
| ------------------- | ---------- | ------------ | ------------- | ------------- | -------------------- | -------------------- | -------------------- | ------------ | ------ |
| Абубакер Ел Гатрони | 800 м      | 1:48,08 о    | 1:54,72       | 6. у гр. 2    | Није се квалификовао | Није се квалификовао | Није се квалификовао | 28 / 32 (36) |        |